# Gasparilla Bowl 2019
Match précédent Match suivant
Le Gasparilla Bowl 2019 est un match de football américain de niveau universitaire joué après la saison régulière de 2019, le 23 décembre 2019 au Raymond James Stadium de Tampa dans l'État de Floride aux États-Unis.
Il s'agit de la 12e édition du Gasparilla Bowl.
Le match met en présence l'équipe des Knights d'UCF issue de la American Athletic Conference et l'équipe des Thundering Herd de Marshall issue de la Conference USA.
Il débute à 14 h 30 locales et est retransmis à la télévision par ESPN.
Sponsorisé par la société Bad Boy Mowers, le match est officiellement dénommé le Bad Boy Mowers Gasparillia Bowl 2019.
Central Florida (UCF) remporte le match sur le score de 48 à 25.

## Présentation du match
C'est la 12e première rencontre entre ces deux équipes, UCF menant les statistiques avec 8 victoires contre 3 pour Marchall. De 2002 à 2012, UCF et Marshall ont fait partie des mêmes conférences :
- La Mid-American Conference de 2002 à 2004
- La C–USA à partir 2005 jusqu'en fin de saison 2012, UCF rejoignant l'AAC pour la saison 2013.

UCF et Marshall participeront toutes deux pour la quatrième fois au Gasparilla Bowl mais ne s'y sont jamais rencontrées.
| Équipes                                                                                            | Conférences | Entraîneurs       | Stats. saison rég. | Classements avant le bowl | Classements avant le bowl | Classements avant le bowl |
| -------------------------------------------------------------------------------------------------- | ----------- | ----------------- | ------------------ | ------------------------- | ------------------------- | ------------------------- |
| Équipes                                                                                            | Conférences | Entraîneurs       | Stats. saison rég. | CFP                       | AP                        | Coaches                   |
| Knights d'UCF                                                                                      | AAC         | Josh Heupel (en)  | 9 - 3              | NC                        | NC                        | NC                        |
| Thundering Herd de Marshall                                                                        | C-USA       | Doc Holliday (en) | 8 - 4              | NC                        | NC                        | NC                        |
| - Arbitre : à déterminer (Big Ten) - Équipe donnée favorite par les bookmakers : UCF par 16 points |             |                   |                    |                           |                           |                           |

### Knights d'UCF
Avec un bilan global en saison régulière de 9 victoires et 3 défaites (6-2 en matchs de conférence), UCF est éligible et accepte l'invitation pour participer au Gasparilla Bowl de 2019.
Ils terminent 2e de la East Division de la American Athletic Conference derrière #21 Cincinnati. À l'issue de la saison 2019, ils n'apparaissent pas dans les classements CFP, AP et Coaches.
Il s'agit de leur 4e participation au Gasparilla Bowl.
| Dates             | Saisons | Vainqueur                              | Scores  | Finaliste                     | Bilan     |
| ----------------- | ------- | -------------------------------------- | ------- | ----------------------------- | --------- |
| 26 décembre 2014  | 2014    | Wolfpack de North Carolina State (8-5) | 34 - 27 | Knights d'UCF (9-4)           | D : 0 - 1 |
| 1er décembre 2012 | 2012    | Knights d'UCF (10-4)                   | 38 - 17 | Cardinals de Ball State (9-4) | V : 1 - 1 |
| 19 décembre 2009  | 2009    | Scarlet Knights de Rutgers (9-4)       | 45 - 24 | Knights d'UCF (8-5)           | D : 1 - 2 |

| Postes      | Joueurs        | Statistiques                                                      |
| ----------- | -------------- | ----------------------------------------------------------------- |
| Quarterback | Dillon Gabriel | 222/374 passes réussies pour 3 393 yards, 27 TDs, 7 interceptions |
| Coureur     | Otis Anderson  | 104 courses pour 665 yards nets gagnés et 5 TDs                   |
| Receveur    | Gabriel Davis  | 72 réceptions pour 1 241 yards et 12 TDs                          |

### Thundering Herd de Marshall
Avec un bilan global en saison régulière de 8 victoires et 4 défaites (6-2 en matchs de conférence), Marshall est éligible et accepte l'invitation pour participer au Gasparilla Bowl de 2019. Ils terminent 2e de la east Division de la Conference USA derrière les Owls de Florida Atlantic
À l'issue de la saison 2019, ils n'apparaissent pas dans les classements CFP, AP et Coaches.
Il s'agit de leur 4e participation au Gasparilla Bowl :
| Dates            | Saisons | Vainqueur                         | Scores  | Finaliste                    | Bilan     |
| ---------------- | ------- | --------------------------------- | ------- | ---------------------------- | --------- |
| 20 décembre 2018 | 2018    | Thundering Herd de Marshall (8-4) | 38 - 20 | Bulls de South Florida (7-5) | V : 1 - 0 |
| 26 décembre 2015 | 2015    | Thundering Herd de Marshal (10-3) | 19 - 10 | Huskies du Connecticut (6-7) | V : 2 - 0 |
| 20 décembre 2011 | 2011    | Thundering Herd de Marshal (7-6)  | 20 - 10 | Panthers de FIU (8-5)        | V : 3 - 0 |

| Postes      | Joueurs       | Statistiques                                                      |
| ----------- | ------------- | ----------------------------------------------------------------- |
| Quarterback | Isaiah Green  | 180/313 passes réussies pour 2 265 yards, 14 TDs, 9 interceptions |
| Coureur     | Brenden Knox  | 244 courses pour 1 284 yards nets gagnés et 11 TDs                |
| Receveur    | Armani Levias | 42 réceptions pour 486 yards et 3 TDs                             |

## Résumé du match
Résumé, vidéo et photos sur la page du site francophone The Blue Pennant.
Début du match à 14 h 27, fin à 18 h 28 pour une durée totale de jeu de 3 h 51 min.
Températures de 21 °C, vent d'Ouest de 26 km/h, pluie.
| QT            | Temps         | Drive         | Drive         | Drive         | Équipe        | Description de l'action | Score | Score |
| ------------- | ------------- | ------------- | ------------- | ------------- | ------------- | --- | ----- | ----- |
| QT            | Temps         | Jeux          | Yards         | TDP           | Équipe        | Description de l'action | UCF   | MAR   |
| 1             | 14:04         | 3             | 1             | 00:56         | UCF           | TD à la suite d'une interception retournée sur 39 yards par DB Richie Grant + 1 point de conversion par K Dylan Barnas                                                             | 7     | 0     |
| 1             | 09:12         | 6             | 65            | 01:23         | UCF           | TD à la suite d'une course de 26 yards par RB Greg McCrae + 1 point de conversion par K Dylan Barnas                                                                               | 14    | 0     |
| 1             | 07:00         | 6             | 24            | 02:12         | UCF           | TD à la suite d'un fumble adverse lors d'une course par WR Talik Keaton, recouvert et retourné sur 45 yards par DL Tre'Mon Morris-Brash + 1 point de conversion par K Dylan Barnas | 21    | 0     |
| 2             | 12:28         | 8             | 55            | 02:22         | MAR           | TD à la suite d'une interception retournée sur 75 yards par DL Micah Abraham + 1 point de conversion par K Justin Rohrwasser                                                       | 21    | 7     |
| 2             | 00:00         | 10            | 75            | 03:13         | UCF           | FG de 36 yards par K Dylan Barnas | 24    | 7     |
|               |               |               |               |               |               | |       |       |
| 3             | 12:50         | 9             | 75            | 02:10         | UCF           | TD de 35 yards par RB Otis Anderson à la suite d'une réception de passe de QB Dillon Gabriel + 1 point de conversion par K Dylan Barnas                                            | 31    | 7     |
| 3             | 09:33         | 7             | 75            | 03:17         | MAR           | TD à la suite d'une course de 3 yards par QB Isaiah Green + 1 point de conversion par K Justin Rohrwasser                                                                          | 31    | 14    |
| 3             | 07:10         | 8             | 75            | 02:23         | UCF           | TD à la suite d'une course de 3 yards par QB Dillon Gabriel + 1 point de conversion par K Dylan Barnas                                                                             | 38    | 14    |
| 3             | 06:51         | 1             | 70            | 00:19         | MAR           | TD de 70 yards par WR Willie Johnson à la suite d'une réception de passe de QB Isaiah Green + 2 points de conversion (passe de QB Isaiah Green vers Obi Obialo)                    | 38    | 22    |
| 3             | 09:39         | 1             | 75            | 00:12         | UCF           | TD de 75 yards par WR Marlon Williams à la suite d'une réception de passe de QB Dillon Gabriel + 1 point de conversion par K Dylan Barnas                                          | 45    | 22    |
| 3             | 01:08         | 10            | 27            | 05:31         | MAR           | FG sde 50 yards par K Justin Rohrwasser | 45    | 25    |
| 4             | 09:01         | 10            | 20            | 04:59         | UCF           | FG de 30 yards par K Dilan Barnas | 48    | 25    |
| Score final : | Score final : | Score final : | Score final : | Score final : | Score final : | Score final : | 48    | 25    |

## Statistiques
| Nom            | Poste | Équipe        |
| -------------- | ----- | ------------- |
| Dillon Gabriel | QB    | Knights d'UCF |

| Statistiques                           | Knights d'UCF                                           | Thundering Herd de Marshall                             |
| -------------------------------------- | ------------------------------------------------------- | ------------------------------------------------------- |
| 1er down                               | 25                                                      | 19                                                      |
| 1er down à la course                   | 14                                                      | 8                                                       |
| 1er down à la passe                    | 8                                                       | 7                                                       |
| 1er down suite pénalité                | 3                                                       | 4                                                       |
| Conversion de 3e down                  | 7/16                                                    | 7/15                                                    |
| Conversion de 4e down                  | 1/2                                                     | 0/1                                                     |
| Jeux–yards                             | 78 jeux pour 587 yards                                  | 69 jeux pour 361 yards                                  |
| Yards à la course                      | 47 courses pour 310 yards (moyenne de 6,6 yards/course) | 44 courses pour 167 yards (moyenne de 3,8 yards/course) |
| Yards à la passe                       | 277                                                     | 194                                                     |
| Passes : Réussies-Tentées-Interceptées | 17/31 passes complétées, 1 interception                 | 11/25 passes complétées, 2 interceptions                |
| Réussite en zone rouge/chances         | 3/5                                                     | 1/2                                                     |
| TD                                     | 6                                                       | 3                                                       |
| Field Goals                            | 2/2                                                     | 1/1                                                     |
| Sacks (Nombre-Yards)                   | 2 pour 20 yards adverses perdus                         | 1 pour 3 yards adverses perdus                          |
| Fumbles (Nombre/Perdus)                | 2/0                                                     | 4/3                                                     |
| Pénalités (Nombre/Yards perdus)        | 10 pour 93 yards perdus                                 | 8 pour 67 yards perdus                                  |
| Temps de possession                    | 37:40                                                   | 32:20                                                   |

| Knights d'UCF               |                 |                                                                         |
| Quarterback                 | Gabriel Dillon  | 14/24 passes complétées, 260 yards, 0 interception, 2 TDs, 1 sack subi  |
| Meilleur coureur            | McCrae Greg     | 14 courses pour 80 yards nets gagnés, 1 TD, moyenne de 5,7 yards/course |
| Meilleur receveur           | Williams Marlon | 7/10 réceptions pour 132 yards gagnés, 1 TD                             |
| Meilleur tackler            | Evans Nate      | 12 tacles dont 10 en solo, 1 sack (7 yards) et 3 quarterback hits       |
| Thundering Herd de Marshall |                 |                                                                         |
| Quarterback                 | Green Isaiah    | 9/23 passes complétées, 173 yards, 2 interceptions, 1 TD, 2 sacks subis |
| Meilleur coureur            | Knox Brenden    | 26 courses pour 103 yards nets gagnés, 0 TD, moyenne de 4 yards/course  |
| Meilleur receveur           | Obialo Obi      | 4/6 réceptions pour 45 yards gagnés, 0 TD                               |
| Meilleur tackler            | Johnson Nazeeh  | 10 tacles dont 7 en solo                                                |